# World Heroes Perfect
World Heroes Perfect (ワールドヒーローズパーフェクト?, Wārudo Hīrōzu Pāfekuto) è il quarto e ultimo capitolo della serie di videogiochi di combattimento arcade World Heroes, sviluppato da ADK e pubblicato da SNK nel 1995 sulla scheda hardware Neo Geo. Venne portato anche per le console Sega Saturn e Neo Geo CD.

## Trama
Un anno dopo la conclusione del World Heroes Battle Fest, il Dr. Brown invia gli inviti ai sedici combattenti, informandoli di un nuovo torneo World Heroes, che avrebbe finalmente risolto la questione di chi sia il combattente più forte della storia. Mentre i 16 lottatori si preparano, Zeus cerca vendetta contro coloro che hanno causato la sua caduta. Zeus e i combattenti non sanno che un vecchio nemico è tornato, anche lui desideroso di vendetta.

## Modalità di gioco
In World Heroes Perfect, ogni personaggio ha un tradizionale layout di attacco a quattro pulsanti invece del layout di attacco a due pulsanti su tre con sensore di pressione come nei suoi predecessori, ma poteva anche ottenere attacchi più potenti premendo contemporaneamente due pulsanti di pugno o calcio. I giocatori possono anche eseguire versioni deboli o forti delle mosse speciali a seconda che premano uno o entrambi i pulsanti di pugno o calcio con il comando della mossa speciale.
Le nuove aggiunte includono alcuni nuovi personaggi giocabili, così come mosse nuove e modificate e statistiche di combattimento aggiunte ai personaggi giocabili che ritornano dai primi tre titoli della serie. Un'altra novità è che ogni personaggio ha una Mossa Speciale ABC (o "abilità speciale") che può essere attivata premendo contemporaneamente i pulsanti A, B e C. Le mosse variano a seconda del personaggio, sebbene richiedano tutte un uso strategico e siano facili da attivare, consentendo combattimenti più tattici. Ad esempio, la Mossa Speciale ABC del personaggio Fuuma gli permette di fingere una mossa speciale; la Mossa Speciale ABC di J. Max gli permette di afferrare, trattenere e lanciare proiettili; e l'ABC Special di Kim Dragon gli permette di effettuare contrattacchi mentre blocca. I personaggi possono anche usare le versioni più potenti delle loro mosse disperate ogni volta che le loro barre vitali sono inferiori al 50%.
Tutte le modalità dei titoli precedenti sono state escluse da questo capitolo; tuttavia, la modalità principale è simile alle modalità "Normal Game" di World Heroes e World Heroes 2, così come alla modalità "Entry to the Tournament" di World Heroes 2 Jet. All'inizio nella modalità principale, dopo aver optato uno dei sedici personaggi giocabili (più tre sbloccabili tramite codici), l'obiettivo è affrontare prima diversi personaggi giocabili selezionati casualmente e combatterli in livelli casuali ambientati in diversi periodi storici. Dopo aver sconfitto dieci personaggi, il giocatore affronterà Zeus e Neo Dio. Se il giocatore sconfigge quest'ultimo, potrà vedere il finale del personaggio selezionato.

## Personaggi

### Già presenti inWorld Heroes 2 Jet
- Hanzo (ispirato da Hattori Hanzō) – Ninja dell'epoca Sengoku giapponese, per tecnica di combattimento e mosse speciali sembrerebbe ispirato da Ryu e Ken di Street Fighter.
- Fuuma (ispirato da Kotarō Fūma) – Storico rivale di Hattori Hanzō, Fuuma è anch'esso un Ninja dell'epoca Sengoku giapponese con il medesimo set di mosse.
- Kim Dragon (ispirato da Bruce Lee) – Sudcoreano esperto di Jeet Kune Do e attore allo stesso tempo, è un lottatore forte ed agile ma privo di una mossa speciale che permetta di colpire a distanza.
- J.Carn (ispirato da Gengis Khan) – Potente guardia del condottiero mongolo Gengis Khan, Carn viene affrontato in una steppa con dei nomadi mongoli presenti ad assistere al combattimento.
- Brocken (ispirato dalla Germania nazista) – Brocken è un cyborg in grado di allungare i propri arti meccanici e di lanciare missili; ciò lo rende anacronistico per la Germania nazista, e le somiglianze più intuibili sono quelle con Broken Jr dell'anime Kinnikuman e con Stroheim di Le bizzarre avventure di JoJo.
- Janne (ispirato da Giovanna d'Arco) – Cavaliere femmina del Medioevo, Janne è armata di spada ed è dotata di una buona agilità.
- Rasputin (ispirato da Grigorij Efimovič Rasputin) – Alchimista russo del XIII secolo, Rasputin è in grado di emanare energia da mani e piedi riuscendo a colpire a distanza; inoltre ha una notevole sospensione nell'aria.
- Muscle Power (ispirato da Hulk Hogan) – Wrestler statunitense, nelle mosse sembra ispirato a Zangief di Street Fighter II: The World Warrior.
- Captain Kidd (ispirato da William Kidd) – pirata di nazionalità non definita, lo si affronta sul fondale dell'Oceano Atlantico Settentrionale. È molto abile con i calci.
- Erick (ispirato da Erik il Rosso) – Vichingo norvegese, le sue mosse speciali invocano i nomi di divinità pagane della mitologia norrena.
- Johnny Maximum (ispirato da Joe Montana) – Giocatore di football americano dall'aspetto demoniaco. Ha ovviamente mosse speciali legate allo sport che pratica, come il lanciare una palla appunto da football fantasma, oppure il caricare gli avversari come nei placcaggi.
- Mudman (ispirato dai papuani) – Stregone Papua mascherato. Ha mosse speciali legate all'utilizzo della stregoneria.
- Ryoko (ispirata da Ryōko Tamura) – Giovanissima lottatrice di jūdō, ovviamente fa leva soprattutto sulla sua abilità nelle prese, avendone una quantità inferiore solamente a Muscle Power.
- Shura (ispirato da Nai Khanom Tom) – Campione di muay thai, Shura appare esteticamente simile ai precedenti lottatori di tale disciplina che si sono visti nei vari picchiaduro, come Sagat di Street Fighter, Hwa Jai o Joe Higashi di Fatal Fury.
- Ryofu (ispirato da Lü Bu) – Fortissimo guerriero del periodo dei Tre Regni armato di lancia. È acerrimo rivale di J.Carn.
- Jack (ispirato da Jack lo squartatore) – Personaggio che dal noto killer Jack lo squartatore prende il nome e la nazionalità; per l'aspetto e la tecnica di combattimento è chiaramente ispirato alla cultura punk britannica e a personaggi come Lee di Art of Fighting; esteticamente potrebbe richiamare anche il noto Freddy Krueger della serie di film Nightmare.
- Zeus – Lottatore selezionabile solo nella versione Sega Saturn. Esteticamente è apparentemente ispirato da Raoul di Ken il guerriero; il nome invece è ripreso dall'omonima divinità greco-romano-etrusca, ulteriore riferimento a profeti e dèi delle culture del passato che nel gioco vengono associati a forze extraterrestri. Zeus è riconosciuto anchecome uno tra i boss più difficili da sconfiggere dei vari picchiaduro ad incontri.

### Non giocabili
- Son Gokū – Unico nuovo personaggio introdotto nel gioco e boss intermedio. È un guerriero amante dell'avventura. La cerca sempre di più ovunque possa andare. Inoltre, non ha alcuna conoscenza della civiltà.
- Neo Dio – Il boss finale. Una creatura suprema nata dall'assorbimento di Neo Geegus da parte di Dio, che è stato rafforzato e rigenerato. Anche nel suo stato di assorbimento, Geegus sembra conservare il suo ego.

## Accoglienza
In Giappone, la rivista Game Machine elencò World Heroes Perfect nel numero del 1º luglio 1995 come la seconda unità arcade di maggior successo del mese. Secondo Famitsū, le versioni AES e Neo Geo CD hanno venduto rispettivamente oltre 6044 e 28766 copie nella loro prima settimana sul mercato.
Recensendo la versione casalinga Neo Geo, GamePro ha affermato che è "quasi perfetta". Pur esprimendo una certa delusione per il fatto che si trattasse solo di un aggiornamento del capitolo precedente, hanno elogiato il gioco per l'aggiunta di nuove mosse speciali e per aver risolto la maggior parte dei problemi di World Heroes 2 Jet. Hanno concluso che "World Heroes Perfect è quasi all'altezza del suo titolo". La stessa rivista in seguito lo ha premiato come miglior gioco Neo-Geo del 1995. Electronic Gaming Monthly gli ha assegnato un punteggio di 8,5 su 10, citando l'audio, la grafica e la giocabilità migliorati rispetto ai giochi precedenti della serie, così come le nuove mosse che, a loro dire, aggiungono una notevole profondità al gioco. Ed Semrad e Al Manuel hanno entrambi affermato che è stato di gran lunga il miglior gioco della serie World Heroes fino ad oggi. In seguito hanno affermato che, sebbene "non sia del tutto perfetto, questo gioco è comunque buono". Next Generation ha recensito l'originale arcade, valutandola con due stelle su cinque e ha affermato che "World Heroes Perfect è meglio lasciarlo agli appassionati di giochi di combattimento e a quei giocatori che non hanno altri giochi di tale genere nella loro attuale libreria".